# Deron Miller
Deron John Miller (Chester, 21 maggio 1976) è un cantante e chitarrista statunitense.

## Carriera
Nel 1994 con Jess Margera ha fondato il gruppo Foreign Objects. Il gruppo si è evoluto, nel 1998, cambiando nome in CKY.
Nel 2011 ha pubblicato un album con i World Under Blood.
Nel 2013 ha pubblicato l'album solista Acoustified!.